# Аронов Рувім Львович
Рувім Львович Аронов (рос. Рувим Львович Аронов, 4 грудня 1955, Батумі, Грузинська РСР — 11 грудня 2016, Ізраїль) — український футбольний функціонер єврейського походження, політик, підозрюваний у керуванні злочинним угрупуванням «Башмаки». Депутат Сімферопольської міськради (1995—1998), депутат Верховної Ради АР Крим трьох скликань (1998—2009).
З 1996 по 2003 рік — генеральний директор ФК «Таврія» (Сімферополь).
2009 року засуджений до 4 років позбавлення волі, виправданий 2011 року. Державним обвинувачем у судовому процесі виступала Наталія Поклонська.